# انتخابات در بنگلادش

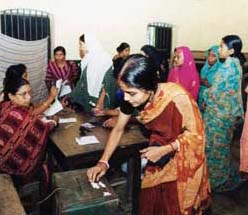
صحنه از یک حوزه رأی‌گیری در بنگلادش

انتخابات در بنگلادش (انگلیسی: Elections in Bangladesh) اطلاعاتی می‌دهد دربارهٔ انتخابات و نتایج آن در بنگلادش. بنگلادش یک انتخابات قوه مقننه در سطح ملی با یک جاتیا سانگساد یا مجلس (پارلمان) برگزار می‌کند. ساختار پارلمانی آن دارای ۳۵۰ عضو است که ۳۰۰ عضو آن به‌طور مستقیم از طریق انتخابات ملی برای یک دوره پنج ساله با کسب یک کرسی انتخاب می‌شوند. در حالی که ۵۰ نماینده زن رزرو نامزدی عضویت در حوزه انتخابیه هستند توسط حزب حاکم یا ائتلاف انتخاب می‌شوند.
نخست‌وزیر رئیس دولت است. رئیس‌جمهور که رئیس دولت می‌باشد توسط پارلمان ملی انتخاب می‌شود. رئیس‌جمهور بنگلادش یک پست تشریفاتی است و هیچ کنترلی را بر اجرای امور دولتی ندارد.
بنگلادش دارای یک نظام دوحزبی غیررسمی است که از زمان پایه‌گذاری انتخابات در سال ۱۹۹۱ در طول زمان تکامل‌یافته‌است. این بدان معنی است که دو حزب حاکم یا ائتلاف بین آن‌ها دشواری و تجربه زیادی برای انجام موفقیت‌آمیز انتخابات در حمایت از احزاب دیگر داشتند تا یکی اکثریت را به دست آورد.

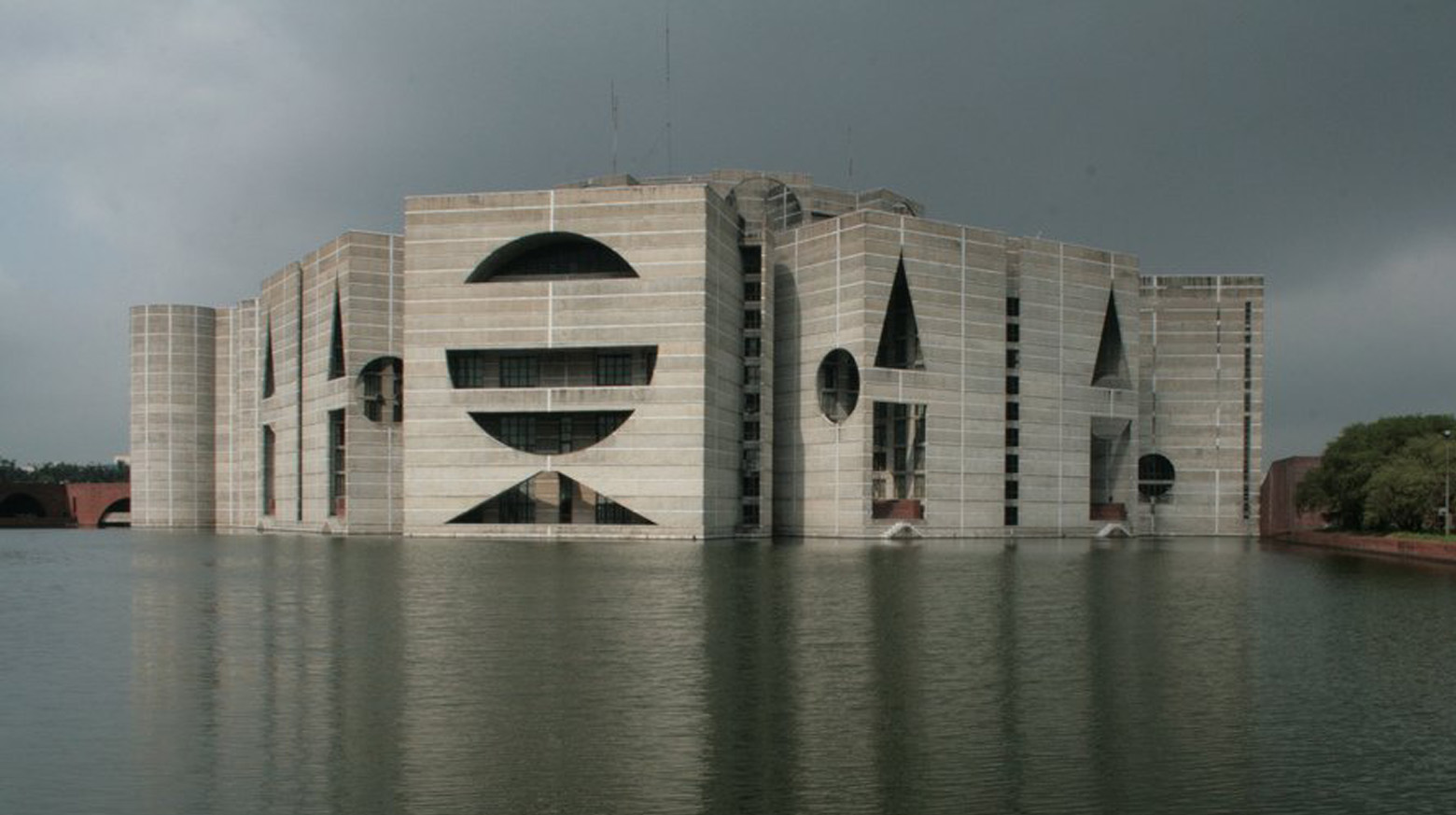
جاتیا سانگساد

## نظام انتخاباتی
پارلمان بنگلادش جاتیا سانگساد شامل ۳۵۰عضو به مدت پنج سال است. از این تعداد، ۳۰۰نفر در انتخابات مجلس قانون‌گذاری بر اساس سیستم انتخاباتی (نظام انتخاباتی نخست‌نفری) انتخاب می‌شوند. ۵۰کرسی باقی مانده برای زنان محفوظ است و بر اساس نمایندگی متناسب با رأی ۳۰۰عضو تکمیل می‌شود.

### انتخابات ریاست‌جمهوری بنگلادش۲۰۱۸
در ۱۸ فوریه ۲۰۱۸ در حالی برگزار شد که در آن زمان دوره رئیس‌جمهور فعلی قرار بود در ۲۳ آوریل ۲۰۱۸ به پایان برسد.پیش‌تر در ۲۵ ژانویه ۲۰۱۸ کمیسیون انتخابات برنامه انتخابات را اعلام کرد. رئیس‌جمهور محمد عبدالحامد برای دومین بار توسط حزب حاکم نامزد انتخابات ریاست‌جمهوری شد. جامد به دلیل اینکه هیچ نامزد دیگری برگه‌های نامزدی خود را به کمیسیون انتخابات ارائه نکرده بود، به عنوان رئیس‌جمهور اعلام شد. او در ۲۴ آوریل ۲۰۱۸ توسط سخنگو و رئیس جاتیا سانگساد (خانه ملت یا قوه مقننه بنگلادش) سوگند یاد کرد. این اولین بار در تاریخ بنگلادش است که رئیس‌جمهور برای دومین بار انتخاب می‌شود.
در تاریخ ۳ ژانویه ۲۰۱۹ دیدبان حقوق بشر خواستار تحقیقات در مورد حملات علیه اعضای احزاب اپوزیسیون بنگلادش در روزهای انتخابات این کشور گردید.

## انتخابات ریاست جمهوری
از زمان استقلال تا اصلاحات قانون اساسی در سال ۱۹۹۱، رئیس‌جمهور به وسیله رأی مردم انتخاب می‌شد، اگر چه انتخابات ریاست جمهوری تنها سه بار در سال ۱۹۷۸، ۱۹۸۱ و ۱۹۸۶ اتفاق افتاد.
پس از اصلاحات قانون اساسی و بازگشت به دموکراسی پارلمانی در سال ۱۹۹۱، موضع رئیس‌جمهور تا حد زیادی یک سمت تشریفاتی است. روسای جمهوری توسط رأی نمایندگان مجلس برای یک دوره پنج ساله انتخاب می‌شوند، هرچند آن‌ها تا زمانی که جانشینان آن‌ها انتخاب شوند، در سمت خود باقی می‌مانند. انتخابات تحت این سیستم در سال‌های ۱۹۹۱، ۱۹۹۶، ۲۰۰۱، ۲۰۰۲، ۲۰۰۹، و ۲۰۱۳ انجام شد.